# Opfokstal

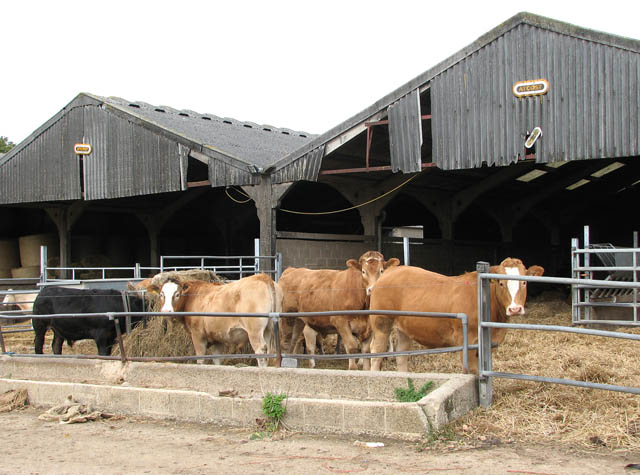
Een opfokstal in Norfolk, Engeland

Een opfokstal is een stal waarin jonge dieren opgroeien.
In een opfokstal voor stiertjes staan dieren die worden opgefokt voor het vlees of tot proefstier. De meest geschikten gaan naar een wachtstierstal, de anderen naar de slachterij. Gedurende de opfoktijd worden de dieren gecontroleerd op ziekten, gebreken en gewichtstoename.
Opfokstallen voor paarden zijn bedoeld voor beloftevolle veulens. Ze verblijven er tot hun derde jaar om vervolgens te worden getraind en verhandeld als ren- rij- of springpaard. Bij een tegenvallend resultaat wacht het abattoir.